# Solotnik

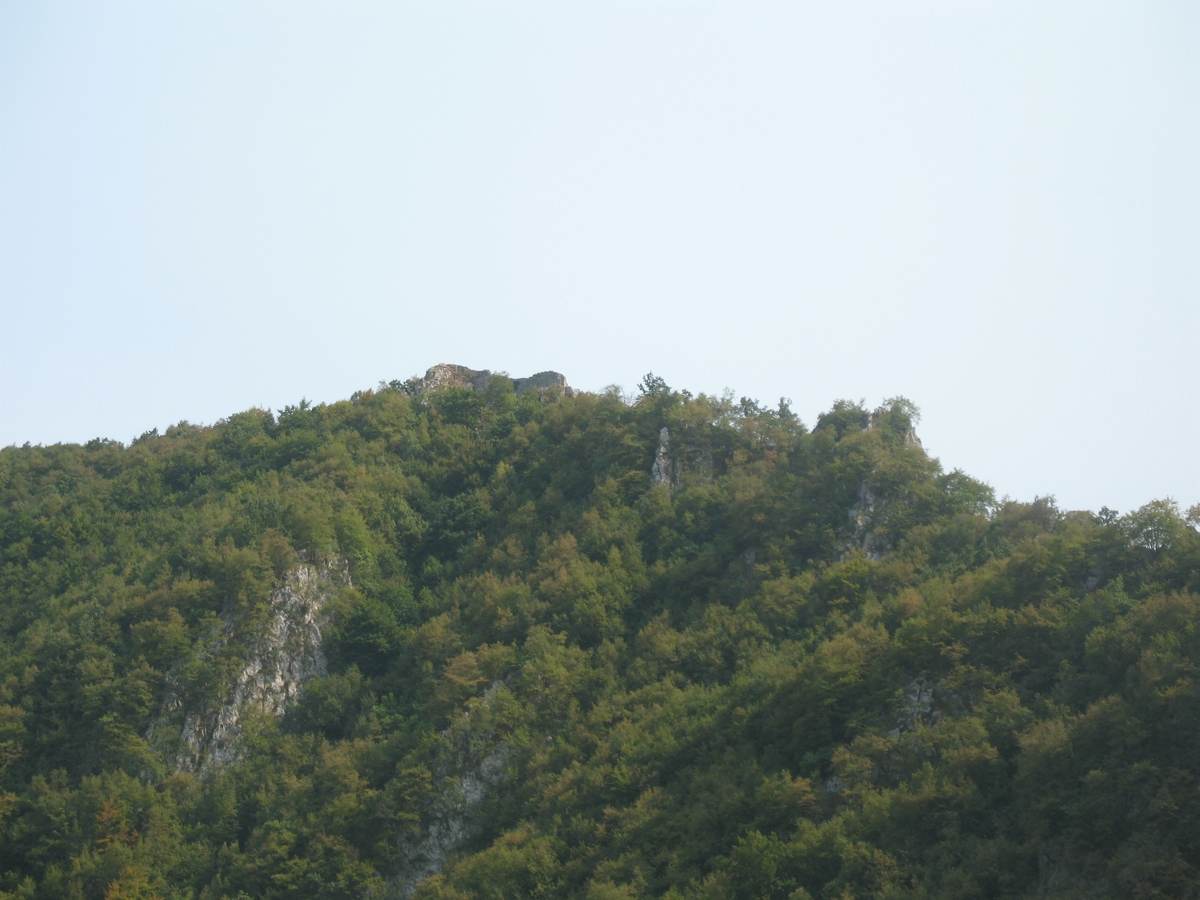
Les ruines de la forteresse de Solotnik.

Solotnik (en serbe cyrillique : Солотник), encore appelée Kulina ou Kulingrad (Кулина ou Кулинград) est une forteresse de Serbie située près du village de Solotuša, à 10 km au sud de Bajina Bašta, sur les pentes du mont Tara.

## Situation
Située sur un piton rocheux qui domine la rivière Solotuša, la forteresse est inabordable depuis le nord, l'ouest et l'est, la seule approche possible étant par le sud et le sud-est.

## Histoire
La forteresse de Solotnik n'est pas mentionnée dans les sources historiques et, de ce fait, il est impossible de fournir une date précise pour sa construction. Elle remonte très probablement au XIIIe ou au XIVe siècle et a été construite pour protéger la route qui conduisait de la forteresse d'Užice (en serbe : Užički Grad) à Višegrad (aujourd'hui en Bosnie-Herzégovine). Mais, dans le voisinage immédiat de Solotnik, des vestiges de colonies de peuplements celte et romain ont été mis au jour, ce qui pourrait suggérer une continuité dans les fortifications de la région depuis ces périodes plus anciennes.

## Les vestiges
La forteresse de Solotnik consiste en un quadrilatère irrégulier de 26 m de long sur 20 m de large, avec des murs d'enceinte mesurant de 1 à 2 m d'épaisseur, entourés de d'une douve sèche. À l'intérieur de l'enceinte se trouve un pont menant à une tour polygonale de 12 m de haut. Au nord-est de la fortification s'élève un donjon de forme quadrangulaire, disposant d'une citerne partiellement enterrée. 
L'ensemble est à l'état de ruines et, notamment, la tour d'entrée, détruite avant la Seconde Guerre mondiale.